# Liste der Dekane von Canterbury
Der Dekan von Canterbury ist der Vorsteher des Domkapitels der Kathedrale von Canterbury.
Die folgenden Personen waren Dekan von Canterbury:

## Bis 1797
- 1541–1567 Nicholas Wotton
- 1567–1584 Thomas Godwin
- 1584–1597 Richard Rogers
- 1597–1615 Thomas Nevile
- 1615–1619 Charles Fotherby
- 1619–1625 John Boys
- 1625–1643 Isaac Bargrave
- 1643 George Aglionby
- 1643–1672 Thomas Turner
- 1672–1689 John Tillotson
- 1689–1691 John Sharp
- 1691–1704 George Hooper
- 1704–1728 George Stanhope
- 1728–1733 Elias Sydall
- 1734–1760 John Lynch
- 1760–1766 William Freind
- 1766–1770 John Potter
- 1770–1771 Brownlow North
- 1771–1775 John Moore
- 1775–1781 The Hon James Cornwallis
- 1781–1790 George Horne
- 1790–1792 William Buller
- 1793–1797 Folliott Cornewall

## Seit 1797
- 1797–1809 Thomas Powys
- 1809–1825 Gerrard Andrewes
- 1825–1827 Hugh Percy
- 1827–1845 Richard Bagot
- 1845–1857 William Lyall
- 1857–1871 Henry Alford
- 1871–1895 Robert Payne Smith
- 1895–1903 Frederic Farrar
- 1903–1924 Henry Wace
- 1924–1929 George Bell
- 1929–1931 Dick Sheppard
- 1931–1963 Hewlett Johnson
- 1963–1976 Ian White-Thomson
- 1976–1986 Victor de Waal
- 1986–2000 John Simpson
- 2000–2022 Robert Willis
- 2022–2022 Jane Hedges (Vertretungsweise bis zu Ernennung eines neuen Dekans)
- 2022-heute David Monteith[1]